# 单籽油茶
单籽油茶（学名：Camellia oleifera var. monosperma）是山茶科山茶属油茶的变种。分布于中国大陆的江西、湖南、广东、香港、广西等地。